# Portugiesisch-saudi-arabische Beziehungen
Die portugiesisch-saudi-arabischen Beziehungen umfassen das bilaterale Verhältnis zwischen Portugal und Saudi-Arabien. Die Länder unterhalten seit 1980 direkte diplomatische Beziehungen.
Die Beziehungen gelten traditionell als gut, jedoch noch wenig intensiv, da es bislang kaum gemeinsame historische, geopolitische oder kulturelle Bezugspunkte gab. Verbindungselemente sind ihre wirtschaftlichen Beziehungen und die gemeinsame Mitgliedschaft in multilateralen Gremien wie der Weltbank, im Internationalen Währungsfonds (IWF), den UN-Organen u. a. Auch arbeiten Portugiesen häufig in Saudi-Arabien, zum einen Fachkräfte wie Ingenieure, Techniker, Manager oder medizinisches Personal, zum anderen Fußballspieler, Trainer, Physiotherapeuten und Masseure, die bei saudi-arabischen Fußballvereinen tätig sind. Zuletzt näherten sich beide Staaten an, seit Portugal eine stärkere Zusammenarbeit mit Saudi-Arabien im Energiesektor anstrebt.
Im Jahr 2021 waren 97 saudi-arabische Staatsbürger in Portugal gemeldet, davon mit 79 die meisten im Distrikt Lissabon. Im gleichen Zeitraum waren 131 Personen beim portugiesischen konsularischen Dienst in Saudi-Arabien registriert.

## Geschichte
Nach der Entdeckung des Seewegs von Europa nach Indien erstreckte sich das Portugiesische Weltreich ab dem frühen 16. Jahrhundert auch auf die Gewässer rund um die Arabische Halbinsel. In der Folge verlor Arabien ab dem 15. Jahrhundert seine bisherige Bedeutung als Durchgangsland für den Handel zwischen Indien und dem Mittelmeerraum. Mangels bedeutender Hafen- und Handelsstädte errichteten die Portugiesen im heutigen Saudi-Arabien jedoch keine Stützpunkte.

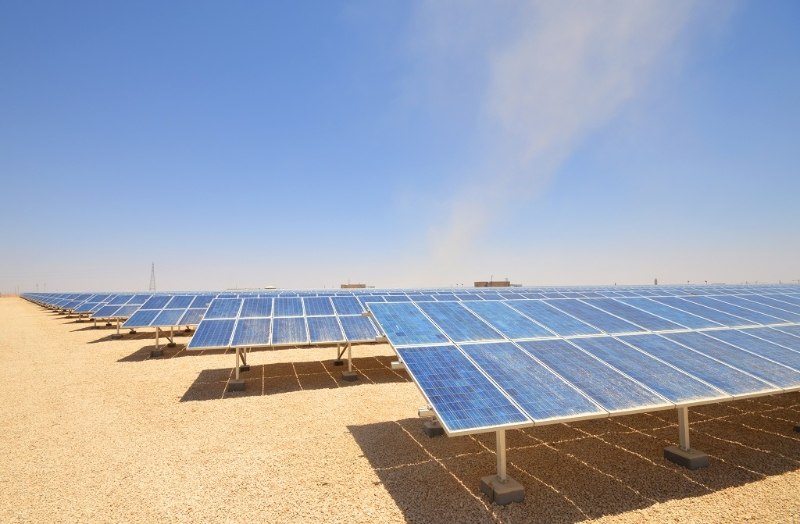
Der Solarpark Kapsarc in Saudi-Arabien. Die Beziehungen zwischen Portugal und Saudi-Arabien nehmen im Zeichen der Kooperation im Bereich Erneuerbare Energien zu.

Der heutige Staat Saudi-Arabien formierte sich erst seit dem 19. Jahrhundert und wurde 1932 schließlich ein eigenständiges Land. Bedeutung erhielt es mit seiner zunehmender Rolle als Erdölproduzent, politisch insbesondere seit den 1970er Jahren. Am 18. Juli 1980 nahmen Portugal und Saudi-Arabien direkte diplomatische Beziehungen auf. Am 16. Dezember 1980 akkreditierte sich Pedro Paulo de Morais Alves Machado als erster Vertreter Portugals in der damaligen portugiesischen Niederlassung in Dschidda (port.: Jeddah). 1985 wechselte die Botschaft Portugals in die Hauptstadt Riad, in Jeddah verblieb ein Büro mit dem Botschaftsarchiv.
In den 2010er Jahren vertieften sich die Beziehungen langsam, vor allem die Wirtschaftsbeziehungen. So nahm das bilaterale Handelsvolumen zu, Wirtschaftskommissionen besuchten sich zwecks Investitionssondierungen gegenseitig, und erste Abkommen wurden geschlossen, darunter ein Doppelbesteuerungsabkommen anlässlich des Besuchs des saudi-arabischen Wirtschaftsministers in Portugal im April 2015.
Im Oktober 2020 vereinbarten die Außenminister beider Länder in Lissabon die Einrichtung einer gemeinsamen Wirtschaftskommission, um die Zusammenarbeit zwischen Unternehmen beider Länder zu erleichtern. Sie hoben als verbindendes Interesse die in beiden Ländern forcierte Energiewende und Hinwendung zu erneuerbaren Energien hervor, aber auch die Digitalisierung ihrer jeweiligen Wirtschaft.
Anfang November 2022 kündigten die zuständigen Energieminister beider Länder ein Memorandum of Understanding an, um ihre Zusammenarbeit in Bereichen wie Wasserstoffproduktion und anderen Erneuerbaren Energien, Energiesicherheit und Stabilisierung der Energiemärkte auszubauen. Am Rande der UN-Klimakonferenz in Scharm asch-Schaich 2022 führten beide Staaten ihre bilateralen Beratungen dazu weiter.
Der überraschende Wechsel des Fußballstars Cristiano Ronaldo zum saudi-arabischen Spitzenteam al-Nassr FC Anfang Januar 2023 sorgte für enormes Aufsehen und bewirkte in Portugal eine gesteigerte, wenn auch nicht immer unkritische Aufmerksamkeit für Saudi-Arabien.

## Diplomatie

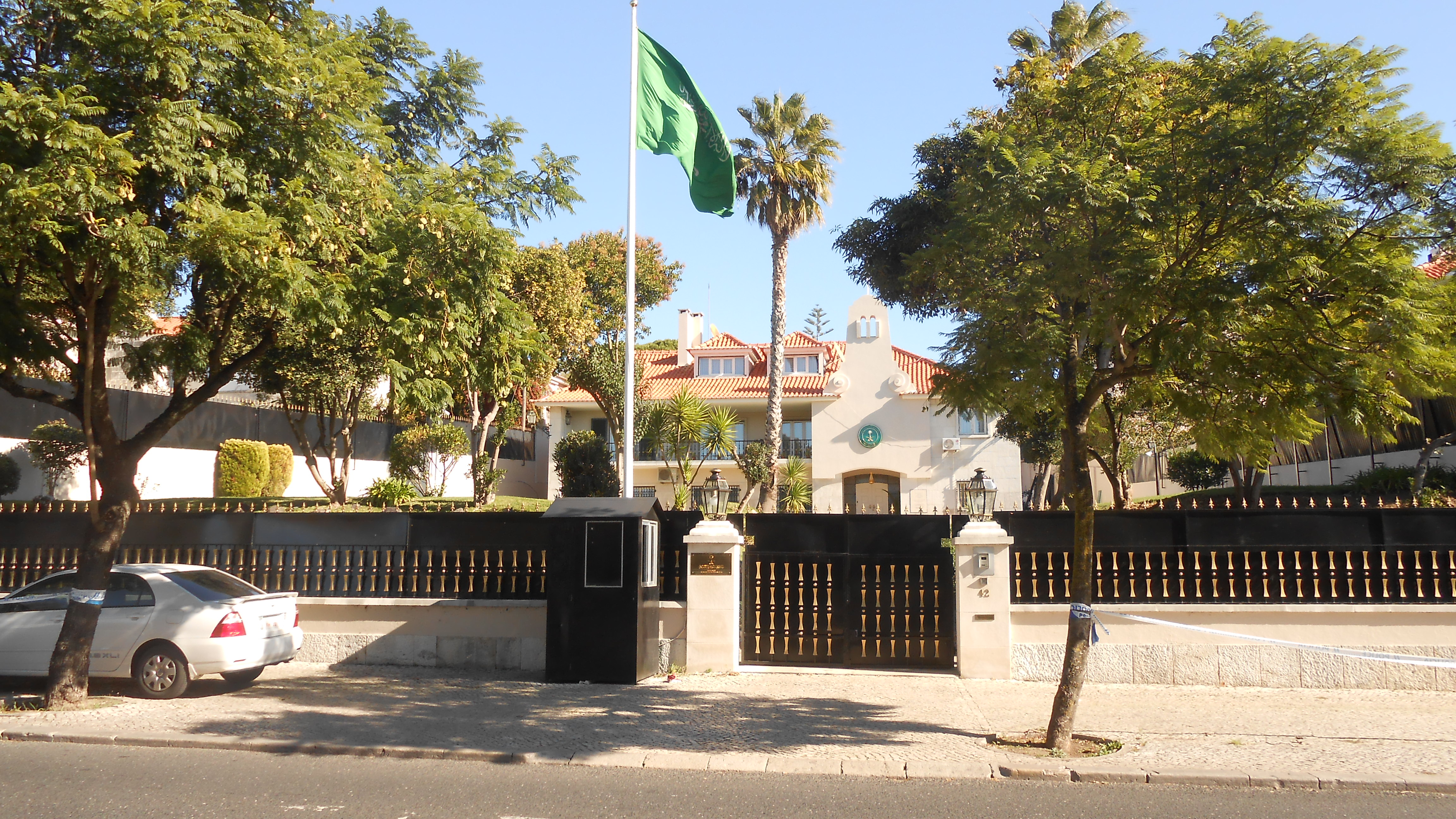
Die saudi-arabische Botschaft in Lissabon.

Saudi-Arabien unterhält eine Botschaft in der portugiesischen Hauptstadt Lissabon. Saudische Konsulate bestehen in Portugal nicht (Stand Dezember 2022).
Portugal führt eine Botschaft in der saudi-arabischen Hauptstadt Riad. Auch Portugal führt keine Konsulate in Saudi-Arabien (Stand Dezember 2022).

## Wirtschaft
Das Handelsvolumen zwischen Portugal und Saudi-Arabien belief sich im Jahr 2021 auf 467,9 Mio. Euro, mit einem traditionellen Handelsbilanzüberschuss zu Gunsten Saudi-Arabiens von diesmal 183,7 Mio. Euro.
Dabei exportierte Saudi-Arabien Waren und Dienstleistungen im Wert von 325,8 Mio. Euro nach Portugal (2020: 414,7 Mio.; 2019: 776,5 Mio.; 2018: 685,8 Mio.; 2017: 569,9 Mio.; 2016: 451,0 Mio.; 2015: 702,7 Mio.; 2010: 501,9 Mio.; 2005: 408,4 Mio.), davon 44,1 % chemische Erzeugnisse, 26,8 % Kunststoffe und Gummi, und 26,2 % Minerale.
Portugal führte zeitgleich Waren und Dienstleistungen in Höhe von 142,1 Mio. Euro nach Saudi-Arabien aus (2020: 144,0 Mio.; 2019: 147,1 Mio.; 2018: 133,6 Mio.; 2017: 173,8 Mio.; 2016: 163,0 Mio.; 2015: 160,5 Mio.; 2010: 87,8 Mio.; 2005: 59,7 Mio.), davon 15,4 % Lebensmittel, 14,1 % Maschinen und Geräte, 13,1 % Baustoffe und 10,1 % chemisch-pharmazeutische Erzeugnisse.
Die portugiesische Außenhandelskammer AICEP unterhält ein Büro an der portugiesischen Botschaft in Riad.

## Kultur

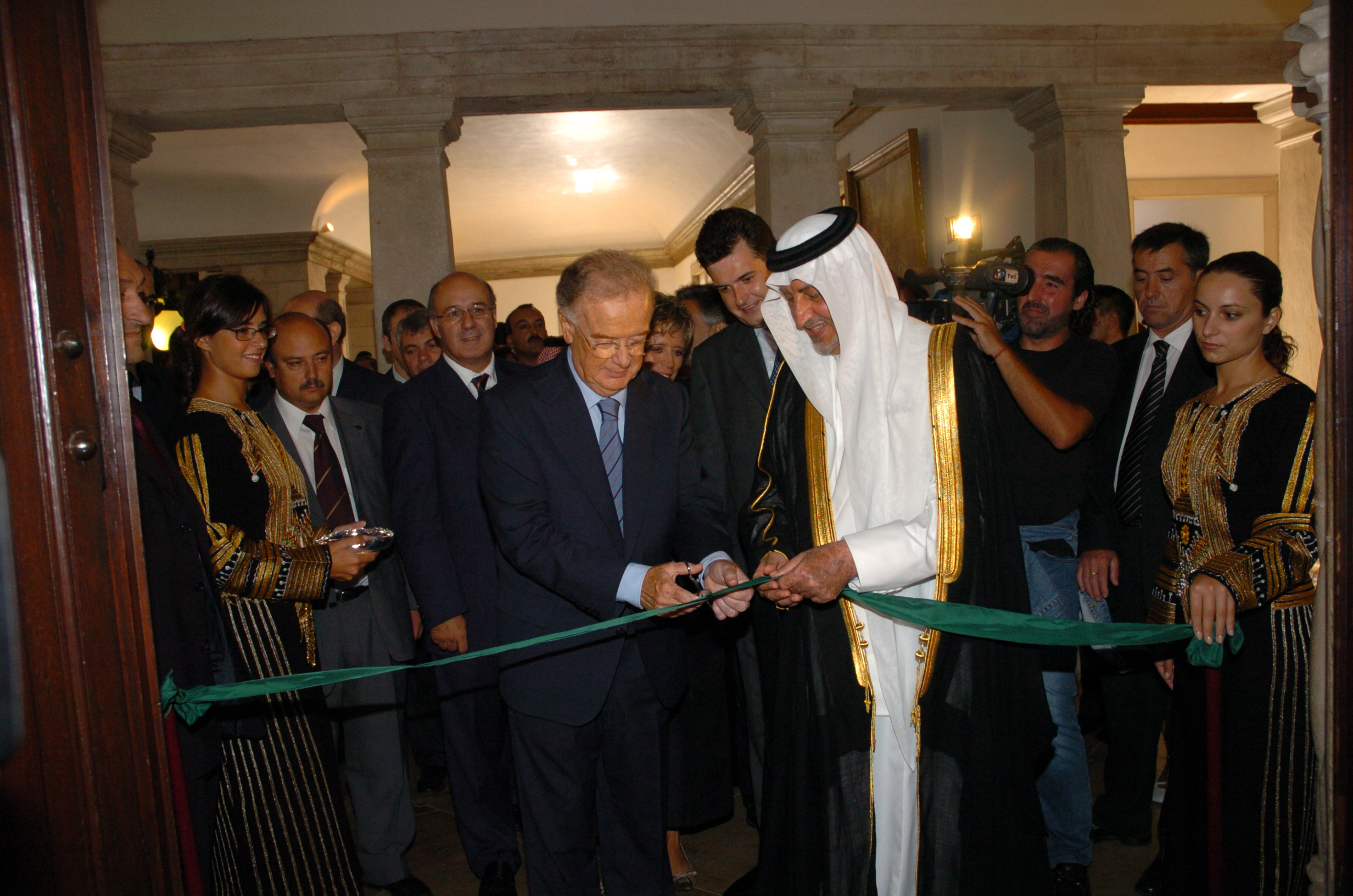
Portugals Staatspräsident Jorge Sampaio und der saudische Prinz Khalid Al-Faisal eröffnen die Ausstellung „Painting and Patronage“ in Sintra (2005).

### Allgemein
Ein Kulturaustausch findet über die Botschaften und zivilgesellschaftliche Akteure statt. Das portugiesische Kulturinstitut Instituto Camões ist nicht in Saudi-Arabien vertreten.

### Film und Fernsehen
Gelegentlich kommt es zur Zusammenarbeit zwischen dem portugiesischen Kino und dem erst seit 2017 breiter aufkommenden saudi-arabischen Filmschaffen. So wirkte der portugiesische Kameramann João Ribeiro am prämierten saudi-arabischen Film Sayidat al-Bahr (2019) mit.
2012 sendete der öffentlich-rechtliche Fernsehsender RTP im Abendprogramm von RTP1 die 19. Folge der 5. Staffel seiner Sendereihe Portugueses Pelo Mundo (deutsch etwa: Portugiesen in der Welt verstreut). Diesmal stand die saudische Hauptstadt Riad im Mittelpunkt und wurde, entsprechend dem Konzept der Serie, von verschiedenen dort lebenden Portugiesen vorgestellt, von den dortigen Touristenattraktionen bis zum alltäglichen Leben der Menschen in der Stadt.

## Sport

### Fußball

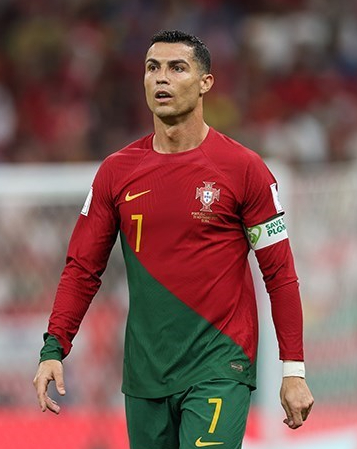
Cristiano Ronaldo bei der WM 2022 in Saudi-Arabiens Nachbarland Katar. Wenige Tage später folgte sein aufsehenerregender Wechsel zum saudischen Hauptstadtklub al-Nassr.

Fußball gilt in beiden Ländern als beliebteste Sportart, noch vor Futsal und Rollhockey (Portugal) bzw. Pferde- und Kamelrennen (Saudi-Arabien).
Die Portugiesische und die Saudi-arabische Fußballnationalmannschaft trafen bisher zweimal aufeinander (Stand Dezember 2022), erstmals beim Freundschaftsspiel am 1. März 2006 in Düsseldorf. Das Spiel endete 3:0 für Portugal. Auch die zweite Begegnung war ein Freundschaftsspiel (im portugiesischen Viseu) und ging erneut 3:0 für Portugal aus.
Für internationales Aufsehen sorgte im Januar 2023 der Wechsel von Cristiano Ronaldo zum saudi-arabischen Topverein al-Nassr FC. Der Klub war zuvor zweimal vom Portugiesen Artur Jorge trainiert worden. Auch andere saudi-arabische Erstligisten waren bereits von Portugiesen trainiert worden, so al-Ahli von Vítor Pereira, al-Ettifaq von Toni, al-Faisaly FC von António da Conceição Silva Oliveira, al-Taawoun von Pedro Emanuel oder al-Fateh SC, der von Ricardo Sá Pinto trainiert wurde und wo zudem die portugiesischen Spieler Ukra und André Almeida Pinto unter Vertrag standen. Bei Rekordmeister al-Hilal waren bereits drei Portugiesen Cheftrainer (Artur Jorge, José Peseiro und Jorge Jesus). Auch al-Shabab wurde schon von drei Portugiesen trainiert (Humberto Coelho, José Morais und Jaime Pacheco).
Die saudi-arabische Nationalmannschaft wurde 1996–1997 von Nelo Vingada und 2009–2011 von José Peseiro trainiert.
Seit 2021 steht der Torschütze zum portugiesischen EM-Sieg 2016, Éder, bei al-Raed unter Vertrag.
Im Gegenzug spielen saudi-arabische Spieler gelegentlich auch für portugiesische Klubs, darunter Nationalspieler wie Saeed al-Mowalad (beim SC Farense), Abdullah Otayf (beim Drittligisten Louletano DC), oder Saleh al-Shehri, der seine Profi-Laufbahn beim SC Beira-Mar begann. Auch Abdullah al-Hafith leitete seine Profikarriere in Portugal ein, bei União Leiria, und spielte danach noch bei FC Paços de Ferreira.

### Handball
Bei der Handball-Weltmeisterschaft der Männer 2003 in Portugal schied die saudi-arabische Männer-Handballnationalmannschaft in der Vorrunde aus und belegte den 19. Platz von 24 Mannschaften.
Im Juli 2023 wechselte der portugiesische Nationalspieler André Gomes zum saudi-arabischen Verein al-Safa Sports Club.